# Conor Coady
Conor David Coady (25 de febrer de 1993) és un futbolista professional anglès que juga de defensa per l'Everton FC, cedit pel Wolverhampton Wanderers FC de la Premier League.